# Lisbon (Waukesha)
Lisbon es un pueblo ubicado en el condado de Waukesha en el estado estadounidense de Wisconsin. En el Censo de 2010 tenía una población de 10.157 habitantes y una densidad poblacional de 141,38 personas por km².

## Geografía
Lisbon se encuentra ubicado en las coordenadas 43°9′27″N 88°15′2″O / 43.15750, -88.25056. Según la Oficina del Censo de los Estados Unidos, Lisbon tiene una superficie total de 71.84 km², de la cual 71 km² corresponden a tierra firme y (1.17%) 0.84 km² es agua.

## Demografía
Según el censo de 2010, había 10.157 personas residiendo en Lisbon. La densidad de población era de 141,38 hab./km². De los 10.157 habitantes, Lisbon estaba compuesto por el 97.56% blancos, el 0.34% eran afroamericanos, el 0.35% eran amerindios, el 0.68% eran asiáticos, el 0.09% eran isleños del Pacífico, el 0.13% eran de otras razas y el 0.85% pertenecían a dos o más razas. Del total de la población el 1.4% eran hispanos o latinos de cualquier raza.